# بنطال الركاب
بنطال الركاب أو طماق الركاب هو نوع من بناطيل السيدات ذات المقاس الضيق والتي تضيق أكثر عند الكاحل، على غرار الطماق، باستثناء أن القماش يمتد بشكل شريط أو حزام تحت قوس القدم لتثبيت ساق البنطال في مكانها. غالباً ما يكون شريط القماش مرناً لكي لا يتمزق. كانت بناطيل الركاب في الأصل ملابس رياضية للسيدات، ولا تزال ألبسة رياضية لركوب الخيل والتزلج. ومع ذلك، فقد خرجت من الموضة خلال القرن العشرين وأوائل القرن الحادي والعشرين، وبلغت ذروة شعبيتها كأزياء الشوارع خلال الثمانينيات.

## التاريخ
ارتدي بنطال الركاب لأول مرة كبنطال لامتطاء الخيل. كان الغرض من الحزام الموجود أسفل القدم هو تثبيت أرجل البنطال في مكانها في حذاء الفارس. عندما ابتعدت السيدات عن الامتطاء الجانبي، بدأن بارتداء البناطيل الركبية في العشرينيات من القرن الماضي بأسلوب مشابه لتلك التي يرتديها الرجال. بحلول عام 1934، تم الإعلان عن بناطيل ركوب الخيل كبناطيل امتطاء مع أحزمة قدم في كتالوج طلبات البريد في الولايات المتحدة لشركة Sears. لا تزال البناطيل الركبية لامتطاء الخيل تصنع بحزام قدم مرن في بعض التصميمات. تم تقديم بنطال الركاب للتزلج في دورة الألعاب الأولمبية الشتوية لعام 1936 في ألمانيا.

## طالع المزيد
- بنطال ركبي
- بنطال ركوب خيل
- بنطال كابري
- ملابس رياضية